# ツヴェタン・ソコロフ
ツヴェタン・ソコロフ（ブルガリア語: Цветан Соколов、1989年12月31日 - ）はブルガリアの男子バレーボール選手。ドゥプニツァ出身。ポジションはオポジット。ブルガリア代表。

## 来歴
2009年に同ポジションのボヤン・ヨルダノフから第2オポジットの座を奪いブルガリア代表入り。2011年ごろから試合フル出場の場面が垣間見られたが、2012年ロンドン五輪では大車輪の活躍で4位に大貢献。
2013年以降もスタメンエースとして、2013ワールドリーグでも4位に貢献、自身もベストスパイカー賞を受賞。

## 人物
2014年に結婚。現在2人の子供がいる。

## 所属チーム
- Marek Union-Ivkoni（2003-2009年）
- トレンティーノ（2009-2012年）
- ピエモンテ（2021-2013年）
- トレンティーノ（2013-2014年）
- ハルクバンク・アンカラ（2014-2016年）
- ASバレー・ルーベ（2016-2019年）
- ゼニト・カザン（2019-2020年）
- ディナモ・モスクワ（2020-）

## 球歴
- ブルガリア代表  2009-
- 三大大会出場歴
  - オリンピック - 2012年 4位
  - 世界選手権 - 2014年 13位